# Gaz à l'eau

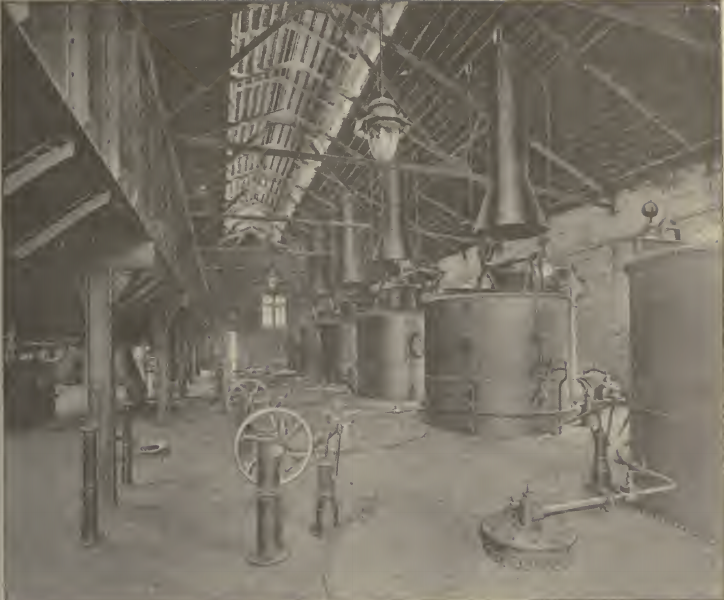
Une usine de gaz à eau carburée, Gas Light & Coke Company

Le gaz à l'eau est un gaz de synthèse produit par action de l'eau sur du charbon ou du coke incandescent, contenant du monoxyde de carbone et du dihydrogène. C'est un produit utile mais qui nécessite une manipulation minutieuse en raison du risque d'intoxication au monoxyde de carbone.

## Description
Le gaz est fabriqué en faisant passer de la vapeur d'eau sur un combustible hydrocarboné incandescent tel le coke.
La réaction est la suivante :
H2O + C ⟶ H2 + CO ; ΔH = +131 kJ/mol.
La réaction est endothermique, de sorte que le carburant doit être constamment réchauffé pour maintenir la réaction. Cela se faisait habituellement en alternant le flux de vapeur avec un flux d'air. La chaleur nécessaire est fournie par la combustion du coke :
O2 + C ⟶ CO2 ; ΔH = −393,5 kJ/mol.
En théorie, pour fabriquer 6 l de gaz à l'eau, 5 l d'air sont requis mais, pour éviter la contamination avec du diazote (ce qui génèrerait des oxydes d'azote si la température était très élevée), l'énergie peut être fournie par la combustion du coke par du dioxygène pur, donnant du monoxyde de carbone :
O2 + 2 C ⟶ 2 CO ; ΔH = −221 kJ/mol.
Dans ce cas, 1 l de dioxygène produira 5,3 l de gaz à l'eau pur.

## Histoire
La réaction de conversion eau-gaz ou réaction du gaz à l'eau a été découverte par le physicien italien Felice Fontana en 1780. Du gaz à l'eau a été produit en Angleterre dès 1828 en insufflant de la vapeur d'eau à travers du coke porté au rouge. Le gaz à l'eau a parfois été enrichi en carbone par des vapeurs d'essence selon un procédé inventé par Lewis Thompson et Hind, afin d'être utilisé comme carburant.

## Processus de Lowe
Inventé et breveté en 1873 par Thaddeus S. C. Lowe, ce processus produit du dihydrogène et du dioxyde de carbone à partir d'eau et du monoxyde de carbone contenu dans le gaz à l'eau :
CO + H2O ⟶ CO2 + H2 ; ΔH = −41,2 kJ/mol.